# イッペイ・シノヅカ
イッペイ・シノヅカ（篠塚 一平、しのづか いっぺい、ロシア語: Иппэй Синодзука、1995年3月20日 - ）は、千葉県我孫子市出身の元プロサッカー選手。ポジションはミッドフィールダー。

## 来歴

### プロ入り前
父親が日本人で母親がロシア人のハーフ。生後5歳までをアメリカやロシアで過ごす。小学校3年生より地元我孫子市のサッカー少年団チーム「隼」でサッカーを始める。中学時に柏レイソルジュニアユースのセレクションを受けるも不合格で 地元のカナリーニョFCに進み、中央学院高等学校サッカー部に入る。
東日本大震災後にロシアに一時避難するが、ビザの都合が付かず止む無く親元を離れロシアで生活。間も無く育成に定評のあるアカデミア・チェルタノヴォ・モスクワのテストに合格した（チェルタノヴォ入団前にFCロコモティフ・モスクワ・ユースも入団テストを受けたが、合格しなかった、と本人は述べている）。中央学院高校ではレギュラーになれなかったが、チェルターノバでは身長が約10cm伸びてスピードが上がったこともあり、ドリブルを武器に強豪PFC CSKAモスクワ、FCスパルタク・モスクワ、ロコモティフ・モスクワ相手に大活躍し、スパルタク・モスクワ、FCゼニト・サンクトペテルブルクのスカウト網で注目された。2012年夏に17歳でスパルタク・モスクワと3年契約（2014年、契約を2017年まで再延長）。

### スパルタク・モスクワ
契約後、しばらくユースチームに所属し、2012年10月のロシア・クラブユース全国大会では大会ベストMFに選出された。2013年に入りシーズン後半では、スパルタクのリザーブチームに招集され、5月には劇的な逆転勝利のFCクラスノダール戦に初出場。リザーブリーグ優勝を達成した。最終戦は昇格後初めてスタメン出場。6月にスパルタクはファームチーム「スパルタクII」を創設し、ディビジョン2に参戦することを決定。2013-14シーズンは同チームに昇格。ディビジョン2第3戦8月4日のアバンギャルド戦に74分から交代出場し、プロデビューを果たした。その後は、出場機会を求めて2013年後半はリザーブリーグに出場。年明け、トルコ合宿後の後半戦に入り復帰。
2016-17のシーズンは、ロシア2部リーグで15試合出場（ゴール1、291分）。前半はサブとしてゲーム後半に出場機会を得た。2017年2月のトルコ合宿ではスタメンに起用されポーランド1部リーグのチーム相手にゴールを決めるなど活躍が期待されたが、リーグ戦後半から徐々に出場機会を失い主にU-23チームで過ごした。スパルタク・モスクワを2017年5月末に退団することが発表された。

### 横浜F・マリノス
2017年8月、横浜F・マリノスに加入。この時点でマリノスは最大5名の外国籍枠がすべて埋まっていたが、後述の理由により選手登録および試合出場が可能である。9月23日、リーグ第27節のヴァンフォーレ甲府戦にて後半に途中出場し、日本での公式戦デビュー。ゴールも記録した。10月14日、第29節の大宮アルディージャ戦で移籍後初先発。

### 大宮アルディージャ
2019年7月4日、大宮アルディージャへの完全移籍が、横浜F・マリノスおよび大宮アルディージャから発表された。

### 柏レイソル
2021年1月5日、柏レイソルへの完全移籍が発表された。2022年1月4日、アルビレックス新潟に期限付き移籍した（2022年2月1日から2023年1月31日まで）。

### アルビレックス新潟
2022年シーズンは開幕から左の攻撃的MFとしてスターティングメンバーに名を連ねるが、5月15日の試合に出場した後に戦線を離脱。2022年6月5日、以前より患っていた右肩反復性脱臼の手術を受ける。全治まで約4か月。9月末に復帰したが、手術後の出場試合は2試合にとどまった。
2023年1月13日、アルビレックス新潟は期限付き移籍期間の満了を発表。2023年2月6日、所属元の柏レイソルは双方合意のもとで契約を解除したと発表した。

### 代表
2013年1月11日にU-18ロシア代表でデビューを果たしたが、将来は日本代表でプレーすることが夢だと話している。
2019年のNumber誌のインタビューでは「ロシア代表を目指していきたい」と述べた。

## 人物・エピソード
- 日本で生まれ、日本の義務教育を修了しているため、Jリーグでは外国籍枠から除外される[17]。
- 幼少期はロナウジーニョに憧れ、ドリブルばかりしていた[3]。
- ロシア語は片言しか話せなかったが、モスクワ移住後に現地の高校に通い始め、わずか1年で流暢にロシア語を操れるようになった。また、中央学院高等学校を中退しているが、父親と絶対にロシアの高校を卒業すると約束している（2014年に卒業）。
- 2011年4月29日にはロシアのテレビ番組「フットボールクラブ」で、当時CSKAモスクワに在籍していた本田圭佑に会いに行く内容が放送された。

## 所属クラブ
- 2007年 - 2009年 カナリーニョFC
- 2010年 - 2011年 中央学院高等学校
- 2011年 - 2012年 アカデミア・チェルタノヴォ・モスクワ（英語版）
- 2012年7月 - ????年 スパルタク・モスクワ・ユース（U-18）
- 2012年8月 - ????年  スパルタク・モスクワ・リザーブ（U-21）
- 2013年7月 - 2017年5月 スパルタク・モスクワII（二軍チーム　ロシア2部リーグ参加）[18]
- 2017年8月 - 2019年7月 横浜F・マリノス
- 2019年7月 - 2020年 大宮アルディージャ
- 2021年 - 2022年 柏レイソル
  - 2022年 アルビレックス新潟 (期限付き移籍)

## 個人成績
| 国内大会個人成績 | 国内大会個人成績      | 国内大会個人成績 | 国内大会個人成績 | 国内大会個人成績 | 国内大会個人成績 | 国内大会個人成績 | 国内大会個人成績 | 国内大会個人成績 | 国内大会個人成績 | 国内大会個人成績 | 国内大会個人成績 |
| 年度             | クラブ                | 背番号           | リーグ           | リーグ戦         | リーグ戦         | リーグ杯         | リーグ杯         | オープン杯       | オープン杯       | 期間通算         | 期間通算         |
| 年度             | クラブ                | 背番号           | リーグ           | 出場             | 得点             | 出場             | 得点             | 出場             | 得点             | 出場             | 得点             |
| ロシア           | ロシア                | ロシア           | ロシア           | リーグ戦         | リーグ戦         | ロシア杯         | ロシア杯         | オープン杯       | オープン杯       | 期間通算         | 期間通算         |
| ---------------- | --------------------- | ---------------- | ---------------- | ---------------- | ---------------- | ---------------- | ---------------- | ---------------- | ---------------- | ---------------- | ---------------- |
| 2013-14          | スパルタク モスクワII | 39               | 3部              | 13               | 1                | -                | -                | -                | -                | 13               | 1                |
| 2014-15          | スパルタク モスクワII | 39               | 3部              | 19               | 1                | -                | -                | -                | -                | 19               | 1                |
| 2015-16          | スパルタク モスクワII | 39               | 2部              | 0                | 0                | -                | -                | -                | -                | 0                | 0                |
| 2016-17          | スパルタク モスクワII | 39               | 2部              | 15               | 1                | -                | -                | -                | -                | 15               | 1                |
| 日本             | 日本                  | 日本             | 日本             | リーグ戦         | リーグ戦         | リーグ杯         | リーグ杯         | 天皇杯           | 天皇杯           | 期間通算         | 期間通算         |
| 2017             | 横浜FM                | 37               | J1               | 6                | 1                | 0                | 0                | 0                | 0                | 6                | 1                |
| 2018             | 横浜FM                | 26               | J1               | 14               | 0                | 10               | 1                | 2                | 1                | 26               | 2                |
| 2019             | 横浜FM                | 26               | J1               | 0                | 0                | 6                | 2                | 1                | 1                | 7                | 3                |
| 2019             | 大宮                  | 18               | J2               | 20               | 4                | -                | -                | 0                | 0                | 20               | 4                |
| 2020             | 大宮                  | 18               | J2               | 27               | 3                | -                | -                | -                | -                | 27               | 3                |
| 2021             | 柏                    | 31               | J1               | 14               | 1                | 5                | 0                | 0                | 0                | 19               | 1                |
| 2022             | 新潟                  | 17               | J2               | 14               | 2                | -                | -                | 0                | 0                | 14               | 2                |
| 通算             | ロシア                | ロシア           | 2部              | 15               | 1                | colspan          |                  |                  |                  |                  |                  |
| 通算             | ロシア                | ロシア           | 3部              | 32               | 2                | -                | -                | -                | -                | 32               | 2                |
| 通算             | 日本                  | 日本             | J1               | 34               | 2                | 21               | 3                | 3                | 2                | 58               | 7                |
| 通算             | 日本                  | 日本             | J2               | 61               | 9                | -                | -                | 0                | 0                | 61               | 9                |
| 総通算           | 総通算                | 総通算           | 総通算           | 142              | 14               | 21               | 3                | 3                | 2                | 166              | 19               |

- Jリーグ初出場・初得点 - 2017年9月23日 J1第27節ヴァンフォーレ甲府戦（山梨中銀スタジアム）

## 代表歴
- 2013年  U-18ロシア代表

## タイトル
クラブ
- スパルタク・モスクワ・リザーブ（U-21）
  - ロシア・リザーブ・リーグ 優勝：2012-13
    - ロシア・ディビジョン2西部地区　優勝：2014-15

代表
- U-18ロシア代表
  - バレンチン・グラナトキン・メモリアル 優勝：2013年1月

個人
- ロシア・クラブユース全国大会 大会ベストMF：2012年10月